# 神戸電鉄三田線
三田線（さんだせん）は、兵庫県神戸市北区の有馬口駅から兵庫県三田市の三田駅までを結ぶ神戸電鉄の鉄道路線。駅ナンバリングで使われる路線記号はKB。
有馬口駅で有馬線と、三田駅で福知山線（JR宝塚線）と接続し、三田地区と神戸市内を結んでいる。有馬口方面へ向かう多くの列車が同駅より有馬線へ直通する運転体系が取られていることから、同線と一まとめにして「有馬・三田線」と案内されることもある。

## 路線データ
- 路線距離（営業キロ）：12.0 km[2]
- 軌間：1,067 mm[2]
- 駅数：10駅（起終点駅含む）[2]
- 複線区間：岡場駅 - 田尾寺駅間、横山駅 - 三田駅間
- 電化区間：全線電化（直流1,500 V）
- 閉塞方式：自動閉塞式
- 最高速度：80 km/h[1]
- IC乗車カード対応区間：
  - PiTaPaエリア：全線

沿線は神戸三田国際公園都市など宅地開発が進んだため大阪・神戸双方への通勤・通学路線となっており、コロナ禍以前は利用客数が増加傾向にあったことなどから、輸送力増強のため全線複線化を望む声もあるが、1983年（昭和58年）の複線化工事認可以来、1991年（平成3年）に横山駅 - 三田駅間、1998年（平成10年）に岡場駅 - 田尾寺駅間が完成したのみである。
1995年の阪神・淡路大震災では、大阪と被災地を結ぶ連絡ルートとして利用された。

## 運行形態
運行形態は有馬線と一体となっており、有馬線の新開地方面から三田駅への直通列車に加え、横山駅 - 三田駅間には公園都市線の列車が乗り入れている。列車種別については、普通・準急・急行・特快速が運転されているものの、そのうち三田線内で通過駅があるのは特快速のみである（各列車種別の詳細については、「神戸電鉄有馬線#列車種別」を参照）。終日、概ね全線を通して15分間隔で運転される。これに公園都市線から三田駅まで乗り入れる列車が15分間隔で運転される。
三田駅 - 横山駅間は公園都市線直通列車が加わるために、神戸電鉄において、有馬線の新開地駅 - 鈴蘭台駅間と並ぶ高頻度運転区間となっており、大阪方面からの福知山線（JR宝塚線）利用客の接続を図って、終電は24時を超えて運転されている。
1984年10月に、有馬線の谷上駅折り返しの列車の大半を岡場駅折り返しに設定された。しかしそれでも、三田線では1時間に2本程度しか列車が来ない状況にあった。1988年4月2日のダイヤ改正で、特急が設定される。しかし、道場南口駅-三田駅間のホーム有効長が3両分しかなかったため、原則として新開地駅 - 道場南口駅間と道場南口駅 - 三田駅間に系統を分けて運行されていたが、北摂地区の開発進行と軌道設備の改善、そして前述の公園都市線開業準備に伴う横山駅 - 三田駅間の複線化により1991年3月24日から全線で4両編成の運転が可能となった。この時にそれまで有馬温泉駅発着だった列車を岡場駅発着にして、五社駅・岡場駅の停車本数を1時間4本に増やし、同年10月の公園都市線開業に合わせて三田駅発着に統一（横山駅 - 三田駅間は1時間8本、特急通過駅では所々で停車間隔が広がる部分があった）された。震災後の1995年11月26日に、特急を快速に変更して、特急通過駅の停車本数を増やし、1998年3月22日に、特急を全廃、全駅で1時間4本にした。

### 運行本数
2025年3月15日以降の日中1時間あたりの運行本数は以下の通りである。
| 駅名 ＼ 種別 | 駅名 ＼ 種別 | 新開地                    | 湊川                      | …                         | 鈴蘭台                    | …                         | 有馬口                    | …                         | 横山                      | …                         | 三田                      |
| ------------ | ------------ | ------------------------- | ------------------------- | ------------------------- | ------------------------- | ------------------------- | ------------------------- | ------------------------- | ------------------------- | ------------------------- | ------------------------- |
| 運行本数     | 準急         | 2本（下りのみ）→          | 2本（下りのみ）→          | 2本（下りのみ）→          | 2本（下りのみ）→          | 2本（下りのみ）→          | 2本（下りのみ）→          | 2本（下りのみ）→          | 2本（下りのみ）→          | 2本（下りのみ）→          | 2本（下りのみ）→          |
| 運行本数     | 準急         | ←2本（上りのみ）          | ←2本（上りのみ）          | ←2本（上りのみ）          | ←2本（上りのみ）          | ←粟生線                   | ←粟生線                   | ←粟生線                   | ←粟生線                   | ←粟生線                   | ←粟生線                   |
| 運行本数     | 普通         | ←4本（上り） 2本（下り）→ | ←4本（上り） 2本（下り）→ | ←4本（上り） 2本（下り）→ | ←4本（上り） 2本（下り）→ | ←4本（上り） 2本（下り）→ | ←4本（上り） 2本（下り）→ | ←4本（上り） 2本（下り）→ | ←4本（上り） 2本（下り）→ | ←4本（上り） 2本（下り）→ | ←4本（上り） 2本（下り）→ |
| 運行本数     | 普通         | 2本（下りのみ）→          | 2本（下りのみ）→          | 2本（下りのみ）→          | 2本（下りのみ）→          | 粟生線→                   | 粟生線→                   | 粟生線→                   | 粟生線→                   | 粟生線→                   | 粟生線→                   |
| 運行本数     | 普通         | ←公園都市線               | ←公園都市線               | ←公園都市線               | ←公園都市線               | ←公園都市線               | ←公園都市線               | ←公園都市線               | 4本                       | 4本                       | 4本                       |

## 歴史
- 1927年（昭和2年）6月2日：鉄道免許状下付（有馬郡有馬町-同郡三輪村間）[3]。
- 1928年（昭和3年）12月18日：唐櫃駅（現在の有馬口駅） - 三田駅間が開業[4]。
- 1929年（昭和4年）10月10日：三田本町駅開業[5][6]。
- 1951年（昭和26年）3月20日：唐櫃駅を有馬温泉口駅に改称[7]。
- 1952年（昭和27年）10月1日：横山駅を電鉄横山駅に改称[8]。
- 1954年（昭和29年）9月1日：有馬温泉口駅を有馬口駅に改称[7]。
- 1979年（昭和54年）4月1日：二郎駅の読み方を「にろ」から「にろう」に変更[9]。
- 1981年（昭和56年）3月20日：岡場変電所移設。
- 1984年（昭和59年）3月30日：三田線複線化第一期工事（有馬口・田尾寺間）のうち第1工区（岡場・田尾寺間）工事起工[10]。
- 1985年（昭和60年）11月16日：岡場駅が200 m三田寄りへ移転[11]。
- 1987年（昭和62年）12月23日：三田線複線化第二期工事（三田・横山間）工事起工。
- 1988年（昭和63年）
  - 4月1日：電鉄横山駅を横山駅に改称[7]。
  - 4月2日：全線の最高速度が60 km/hから70 km/hへ引き上げ[12]。
- 1990年（平成2年）
  - 5月20日：横山駅が100 m三田寄りへ移転[7]。
  - 10月20日：道場川原駅を神鉄道場駅に改称[13]。
- 1991年（平成3年）
  - 3月24日：横山駅 - 三田駅間複線化[12]。
  - 4月17日：神鉄道場駅橋上駅舎化。
- 1995年（平成7年）11月26日：ダイヤ改正により「特快速」が新設される[14]。
- 1998年（平成10年）
  - 3月20日：岡場駅 - 田尾寺駅間複線化[12]。田尾寺駅橋上駅舎化。
  - 3月22日：有馬口駅 - 岡場駅間の最高速度が80 km/hに引き上げ[12]。
- 2001年（平成13年）
  - 3月31日：道場南口駅南に道場南口車両留置施設（第三車庫）完成。
  - 6月：岡場駅 - 三田駅間の最高速度が80 km/hに引き上げ[12]。
- 2011年（平成23年）3月1日：駅構内の喫煙コーナーを廃止し、駅構内を全面禁煙化。

## 駅一覧
- 駅番号は2014年4月1日に導入[15]。
- 全駅兵庫県内に所在。
- ▲：停車、↑：通過。（特快速は上り列車のみの運転）
- 普通、準急、急行は全駅に停車（表中省略）。
- 線路 … ||：複線区間、◇・｜：単線区間（◇は列車交換可能）、∨：ここより下は単線、∧：ここより下は複線

| 駅番号 | 駅名       | 駅間キロ | 営業キロ | 特快速 | 接続路線                                          | 線路 | 所在地      |
| ------ | ---------- | -------- | -------- | ------ | ------------------------------------------------- | ---- | ----------- |
| KB15   | 有馬口駅   | -        | 0.0      | ↑      | 神戸電鉄： 有馬線（新開地方面直通運転）           | ∨    | 神戸市 北区 |
| KB21   | 五社駅     | 1.4      | 1.4      | ↑      |                                                   | ｜   | 神戸市 北区 |
| KB22   | 岡場駅     | 1.9      | 3.3      | ▲      |                                                   | ∧    | 神戸市 北区 |
| KB23   | 田尾寺駅   | 1.6      | 4.9      | ▲      |                                                   | ∨    | 神戸市 北区 |
| KB24   | 二郎駅     | 1.5      | 6.4      | ▲      |                                                   | ｜   | 神戸市 北区 |
| KB25   | 道場南口駅 | 0.9      | 7.3      | ▲      |                                                   | ◇    | 神戸市 北区 |
| KB26   | 神鉄道場駅 | 1.2      | 8.5      | ▲      |                                                   | ｜   | 神戸市 北区 |
| KB27   | 横山駅     | 1.5      | 10.0     | ▲      | 神戸電鉄： 公園都市線（普通列車が三田方面と直通） | ∧    | 三田市      |
| KB28   | 三田本町駅 | 1.0      | 11.0     | ▲      |                                                   | \|\| | 三田市      |
| KB29   | 三田駅     | 1.0      | 12.0     | ▲      | 西日本旅客鉄道： 福知山線（JR宝塚線: JR-G61）     | \|\| | 三田市      |

## 複線化計画
沿線開発にともなう輸送力増強計画の一環として「三田線複線化工事」が1984年（昭和59年）より開始されている。これは有馬口駅 - 三田駅間12.0 kmを3期にわけて複線化するというものである。

### 複線化計画実施概要
第1期工区
- 区間：有馬口駅 - 田尾寺駅（4.9 km）
- 着工：1984年（昭和59年）3月30日
- 現況：岡場駅 - 田尾寺駅間は1998年（平成10年）3月20日に完成済み

第2期工区
- 区間：横山駅 - 三田駅（2.1 km）
- 着工：1987年（昭和62年）12月23日
- 現況：全区間が1991年（平成3年）3月24日に完成済み

第3期工区
- 区間：田尾寺駅 - 横山駅（5.0 km）
- 着工：1999年（平成11年）4月
- 現況：2001年（平成13年）6月に神鉄道場駅 - 横山駅間複線化工事による環境への影響調査の縦覧が行われている

### 今後の見通し
三田線複線化工事については近年事実上中断している状況が続いており、神戸電鉄公式ホームページでも「今後の複線化につきましては、お客さまのご利用動向および当社の経営状況を勘案して検討してまいります。」との文面が掲載されている。
しかし有価証券報告書によると2022年（令和4年）現在でもなお三田線複線化工事は計画されており、全線複線化には367億3,300万円が必要であることや、すでに107億100万円を投じていることが記載されている。また2022年（令和4年）現在、今後の所要額である260億2,400万円は、地方自治体無利息助成金90億4,600万円と、自己資金借入金169億7,800万円によってまかなう計画であると公表されている。これは三田線の沿線開発が現在でも進捗し、コロナ禍以前までは利用者数が増加していたことなどが理由と考えられる。